# Amir Richardson
Michael Amir Richardson (sinh ngày 24 tháng 1 năm 2002) là một cầu thủ bóng đá chuyên nghiệp hiện đang thi đấu ở vị trí tiền vệ cho câu lạc bộ Fiorentina tại Serie A . Sinh ra ở Pháp, anh chọn khoác áo đội tuyển bóng đá quốc gia Maroc.

## Sự nghiệp câu lạc bộ
Amir Richardson thi đấu ở hệ thống trẻ của OGC Nice, trước khi gia nhập Le Havre.
Anh có màn ra mắt cho Le Havre AC vào ngày 15 tháng 5 năm 2021, đá chính ở Ligue 2 trước đội vô địch ESTAC Troyes. Vào ngày 9 tháng 7 năm 2021, anh kí bản hợp đồng chuyên nghiệp đầu tiên với Le Havre.

## Cuộc sống cá nhân
Richardson là con trai của cựu cầu thủ bóng rổ người Mỹ Micheal Ray Richardson và người mẹ Pháp-Maroc.